# Trichilia quadrijuga
Trichilia quadrijuga är en tvåhjärtbladig växtart. Trichilia quadrijuga ingår i släktet Trichilia och familjen Meliaceae.

## Underarter
Arten delas in i följande underarter:
- T. q. cinerascens
- T. q. quadrijuga